# Changement climatique en Algérie

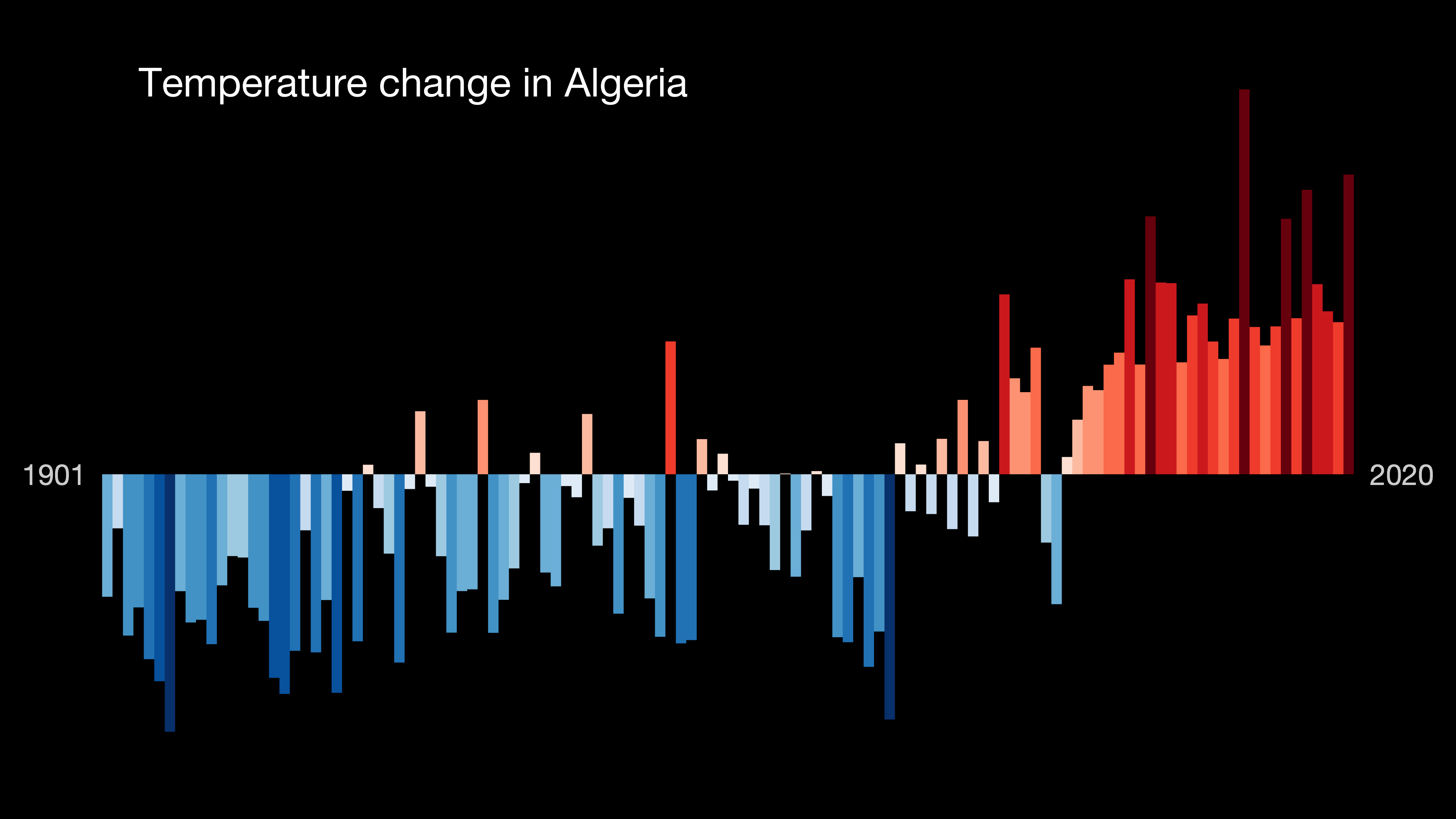
Représentation du changement de température moyenne depuis 1901 en Algérie.

Le changement climatique en Algérie est l'impact du réchauffement climatique d'origine anthropique sur le territoire algérien. En tant que pays d'Afrique du Nord, l'Algérie est confrontée à de nombreux défis liés aux changements climatiques. Les températures moyennes augmentent, les précipitations deviennent plus irrégulières et les phénomènes météorologiques extrêmes, tels que les sécheresses et les inondations, deviennent plus fréquents. Ces changements ont un impact significatif sur l'écosystème, l'agriculture, l'économie et la santé publique en Algérie. En 2020, le pays occupe la 46ᵉ place dans l'Indice de performance en matière de changement climatique.

## Constats du réchauffement climatique
En juillet 2023, l'Office national de la météorologie a lancé plusieurs alertes de canicule dans plusieurs wilayas du pays.
En fin juillet 2023, de violents incendies de forêt ont ravagé de vastes régions, notamment à Béjaïa en Kabylie, à l'est du pays. Ces incendies ont été exacerbés par une canicule historique. Cette catastrophe a causé plus de 30 décès, dont 10 militaires qui se sont retrouvés encerclés par les flammes.